# Oddrúnargrátr
Oddrúnargrátr (Het klaaglied van Oddrún) of Oddrúnarkviða (het gedicht van Oddrún) is een gedicht in het manuscript Codex Regius van de Poëtische Edda. Het volgt op Guðrúnarkviða III en gaat vooraf aan Atlakviða.
Het gedicht bevat de klaagzang van Oddrún, zuster van Atli, over Gunnarr, haar verloren en onmogelijke liefde. Het gedicht stamt waarschijnlijk uit de 11e eeuw. Het metrum is fornyrðislag.